# صوفيا شوبرت
صوفيا شوبرت (بالإنجليزية: Sophia Schubert)‏ هي لاعبة غولف أمريكية، ولدت في 31 يناير 1996 في نوكسفيل في الولايات المتحدة.